# Danziger Trilogie

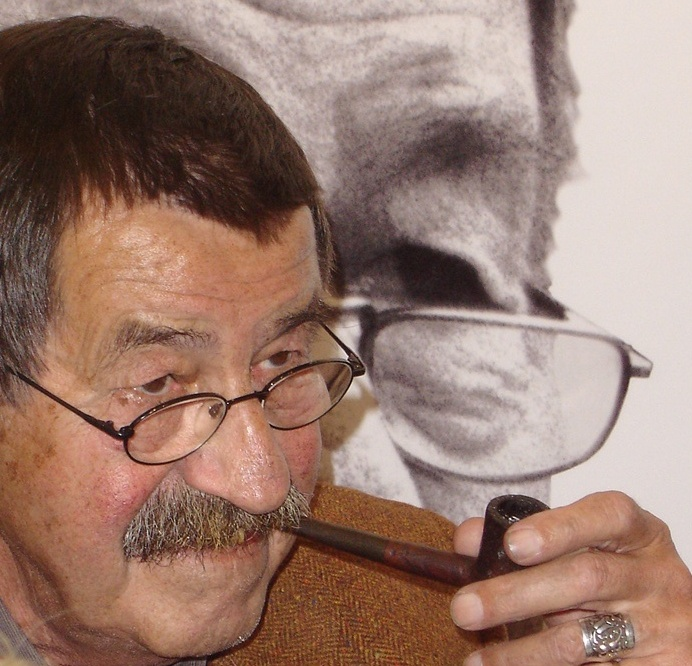
Günter Grass 2004

Die Danziger Trilogie umfasst  drei inhaltlich selbstständige Bücher: den Roman Die Blechtrommel (1959), die Novelle Katz und Maus (1961) und den Roman Hundejahre (1963) des in Danzig geborenen Autors und Literaturnobelpreisträgers Günter Grass. 
Alle drei Werke spielen am selben Ort: in Danzig; und zur selben Zeit: unmittelbar vor, während des und kurz nach dem Zweiten Weltkrieg. Obwohl es sich um eigenständige Werke handelt, stehen sie aufgrund von Ereignissen, Figuren und Zeitumständen in einem sachlichen Zusammenhang und werden daher als Trilogie bezeichnet.
Darüber hinaus sind die drei Bücher zwischen 1959 und 1963 – innerhalb weniger Jahre – direkt nacheinander erschienen. Grass hat in dieser Zeit keinen anderen Prosatext als selbstständiges Werk publiziert.
In deutlich später erschienenen Werken hat Grass einzelne Figuren aus den drei Büchern der Danziger Trilogie wieder auftreten lassen und deren Entwicklung auf diese Weise bis in die jeweilige Gegenwart fortgeführt. Beispiele hierfür sind der Roman Die Rättin (1986) und die Novelle Im Krebsgang (2002).